# Diogenesia racemosa
Diogenesia racemosa är en ljungväxtart som först beskrevs av Theodor Carl Karl Julius Herzog, och fick sitt nu gällande namn av H. Sleumer. Diogenesia racemosa ingår i släktet Diogenesia och familjen ljungväxter. Inga underarter finns listade i Catalogue of Life.